# گروپارلو
گروپارلو (به ایتالیایی: Gropparello) یک کومونه در ایتالیا است که در استان پیاچنزا واقع شده‌است. گروپارلو ۵۶٫۳ کیلومتر مربع مساحت و ۲٬۳۷۹ نفر جمعیت دارد و ۳۵۵ متر بالاتر از سطح دریا واقع شده‌است.